# 古賀友子
古賀 友子（こが ともこ、1978年10月19日 - ）は、日本の元プロボクサーである。福岡県大牟田市出身。現役時代は博多協栄ボクシングジム所属。YuKOフィットネスボクシングジム前会長。

## 来歴
小学生の頃から、ボクシングの魅力に取り付かれ、杉森女子高等学校3年で近所の鳥居ボクシング&フィットネスジムで一日体験をして更にはまりこむようになる。
20歳の時、女子プロボクシングを知り、シュガーレイジムに移籍してプロを目指す。
2003年6月25日、プロデビュー。九州初の女子プロボクサーとなる。
2006年6月10日、JWBCバンタム級王座をツバサと争うが、敗れて王座戴冠ならず。
2008年、JBCの女子公認に伴い、博多協栄ジムへ移籍。第1回プロテストで合格し、同ジム初の女子選手となった。
2008年7月28日、博多協栄ジムの興行でJBCデビューも、天空ツバサに0-3判定負けでこの試合を最後に引退。
その後、結婚・出産でボクシングから離れていたが、2012年9月29日、JR博多駅前にYuKOフィットネスボクシングジムを設立し、元女子プロボクサー初のジムオーナーとなる（鬼塚勝也が会長を務めたスパンキーK・セークリット・ボクシングホールからの名義譲渡）。関ジムから移籍したWBC女子ユース王者黒木優子を所属選手として迎え入れ、2014年に自らトレーナーも兼任し世界王座まで導いた。
YuKOフィットネスボクシングジム会長職を禅譲した後、現在は六本松フィットネスボクシングジムのパーソナルトレーナー。

## 戦績
- JBC公認前：12戦 4勝 2KO 4分 4敗
- JBC公認後：1戦 1敗

| 戦           | 日付           | 勝敗 | 時間    | 内容    | 対戦相手                         | 国籍   | 備考                     |
| ------------ | -------------- | ---- | ------- | ------- | -------------------------------- | ------ | ------------------------ |
| 1            | 2003年6月25日  | 引分 | 2R 1:37 | KO      | 八尾基代(ソルジャーF)            | 日本   | プロデビュー戦           |
| 2            | 2003年9月21日  | 引分 | 4R      | 判定1-1 | 渡邊真理香(F.I-TEN)              | 日本   |                          |
| 3            | 2003年11月30日 | 引分 | 4R      | 判定0-1 | 藤本りえ(KAKINUMA)               | 日本   |                          |
| 4            | 2004年2月22日  | 引分 | 4R      | 判定0-0 | 須賀寿江(加茂川)                 | 日本   |                          |
| 5            | 2004年5月23日  | 敗北 | 4R      | 判定0-3 | 藤本りえ(KAKINUMA)               | 日本   |                          |
| 6            | 2004年10月29日 | 敗北 | 6R      | KO      | 柳明玉                           | 北朝鮮 |                          |
| 7            | 2005年6月12日  | 引分 | 4R      | 判定1-1 | ジェット・イズミ(クロスポイント) | 日本   |                          |
| 8            | 2006年6月10日  | 敗北 | 8R      | 判定0-3 | ツバサ(山木)                     | 日本   | JWBCバンタム級王座決定戦 |
| 9            | 2006年10月29日 | 勝利 | 3R 1:47 | KO      | 山田沙織(ヒーロー)               | 日本   |                          |
| 10           | 2007年2月12日  | 勝利 | 6R      | 判定3-0 | 奈月(Battle Army)                | 日本   |                          |
| 11           | 2007年4月15日  | 敗北 | 6R      | 判定0-3 | ツナミ(山木)                     | 日本   |                          |
| 12           | 2007年11月18日 | 勝利 | 4R      | 判定3-0 | 玉木彩(フジワラ)                 | 日本   |                          |
| 13           | 2008年7月28日  | 敗北 | 6R      | 判定0-3 | 天空ツバサ(山木)                 | 日本   |                          |
| テンプレート |                |      |         |         |                                  |        |                          |